# トンブリ (海防戦艦)
トンブリ（タイ語: เรือหลวงธนบุรี、英語: HTMS Thonburi）はタイ王国海軍の海防戦艦。砲艦と見做されることもある。トンブリ級海防戦艦の1番艦。英語ではDhonburiなどともされる。

## 設計
トンブリ級海防戦艦は1920年代にタイ海軍がラタナコシンドラ級砲艦の導入後に設計した。ラタナコシンドラ級は英国が建造した2砲塔の6インチ砲を持つ軽装甲の艦である。タイ海軍はプレーク・ピブーンソンクラームの指揮の下で近代化を試みた。海軍の優先目標は海岸線の防衛であり、沿岸砲艦は最適の方策と考えられた。いくつかの欧州系外国企業がさまざまな設計を提案したが、最終的に日本の川崎造船所が入札を獲得した。
基本的にラタナコシンドラ級の拡大版となっており、1936年に姉妹艦のスリ・アユタヤに先駆けて神戸の川崎造船所で起工し、1938年（昭和13年）1月31日に進水した。2,265トンの排水量、増加装甲による機関や砲塔の保護、MAN製ディーゼル機関2基を搭載し、当時のタイでは「戦艦」と呼ばれた。
兵装は三年式 20.3cm（50口径）連装砲2基であり、この砲は大日本帝国海軍の多段式空母だった初期の赤城や加賀に搭載されたものと同型であったとされる。主兵装は25度の仰角で最大射程24,000mであり、艦橋の上の塔には主砲の指向のための方位盤が存在した。追加兵装として3インチ高射砲4基、毘式四十粍機銃2基、13mm高射機関砲2丁などの武装が存在した。

## 艦歴
神戸の川崎造船所で建造。1番艦「スリ・アユタヤ」が建造された船台で「スリ・アユタヤ」が進水した1937年7月24日に起工され、1938年1月31日に進水し、同年8月5日に竣工した。
「トンブリ」は1938年9月11日に神戸港を出発し、横浜港に寄港したあとタイに向かった。

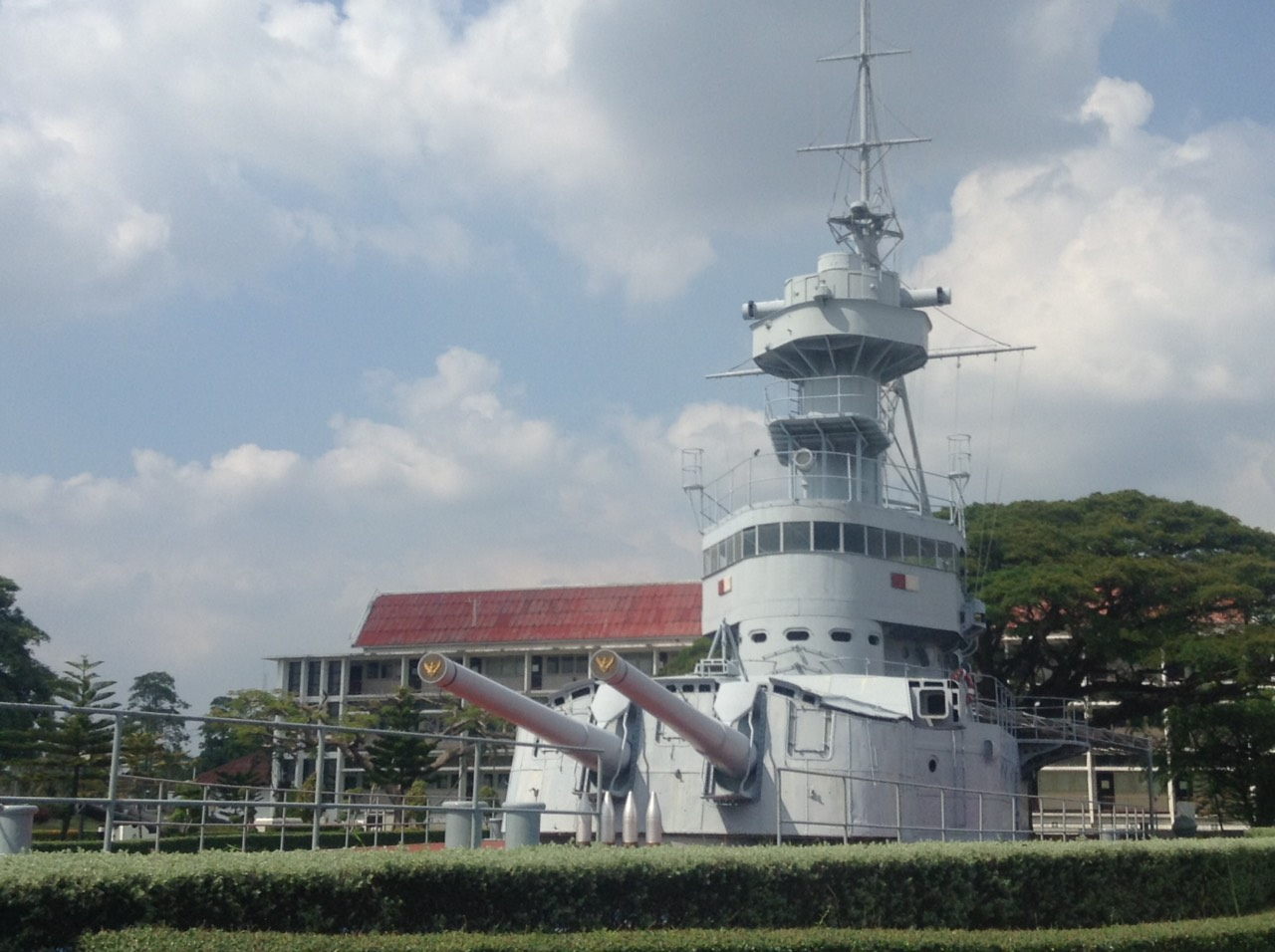
タイ海軍兵学校で保存されるトンブリ

1940年（昭和15年）11月23日に泰・仏印国境紛争が発生。トンブリなどからなる第3戦隊は1941年（昭和16年）1月17日にコーチャン島付近で軽巡洋艦ラモット・ピケなどからなるヴィシー陣営側のフランス艦隊と交戦した（コーチャン島沖海戦）。トンブリは被弾炎上。さらに海戦後にタイ軍機による誤爆でも被害を受けている。トンブリは同日午後にコーチャン島と本土との間の浅瀬で転覆した。
タイの依頼で川崎重工が「トンブリ」を浮揚、離礁作業を行った。1941年5月になり日本サルヴェージがサルベージを開始、8月28日に浮揚成功（8月17日浮揚とも）、曳航してサッタヒープ軍港に到着した。
「トンブリ」は係留状態で練習艦として使用された後、1959年6月19日に除籍され、1967年に解体された。
艦橋の一部と主砲塔がサムットプラーカーン県のタイ海軍兵学校で記念に保存されている。